# Oscar Varona Varona
Oscar Varona Varona, född 22 juli 1949, är en kubansk basketspelare som tog tog OS-brons 1972 i München. Detta var Kubas första tillika enda OS-medalj i basket.